# Грин, Энтони
Энтони Грин (англ. Anthony Green; род. 15 апреля 1982 в городе Дойлстаун, штат Пенсильвания) — американский музыкант. В настоящее время является вокалистом в группах Circa Survive и Saosin, а также занимается сольной карьерой. Ранее принимал участие в таких коллективах как Audience of One, The Sound of Animals Fighting и других. Имеет высокий тенор.

## Карьера

### Audience of One
Свою первую группу Энтони Грин создал совместно со своим одноклассником Томми Доэрти в 1997 году во время обучения в средней школе. Изначально Догерти играл на гитаре, Грин пел и играл на бас-гитаре. Позже они приняли в группу ударника Эвана Мэддена. Грин хотел назвать группу Saosin, но Догерти и Мэдден с ним не согласились. Прежде чем остановиться на названии Audience of One, в 1998 году группа сыграла несколько концертов под названием Handsome Pete и один концерт как The Bill Bixby Experience. Из-за постоянной занятости Эвана пришлось начать поиски нового барабанщика.
Грин сменил музыкальный инструмент на гитару, а Догерти начал играть на бас-гитаре. Летом 1998 года на первом шоу Days Away Грин познакомился с Джей Ди Фостером (группы Makeshift и Yellow 5). После прослушивания музыканты приступили к сотрудничеству. Летом 1999 года на студии Skylight Studio был записан альбом I Remember When This All Meant Something. 3 декабря того же года альбом был выпущен лейблом Break Even Records.
Летом 2000 года в качестве второго гитариста был приглашён Грег Итзен (группы Days Away и Like Lions). Таким составом группа сделала четыре демозаписи на студии Skylight Studio. Осенью того же года двое из членов группы поступили в колледж, ещё одни ушёл служить в армию. В связи с этим деятельность Audience of One была приостановлена.

### Jeer at Rome
В апреле 2000 года там же, на Skylight Studio, были сделаны четыре демозаписи для мини-альбома хардкор/метал-проекта Jeer at Rome. Группа состояла из Энтони Грина (вокал), Стива Менсика (гитара), Майка Лепоне (гитара), Криса Менсика (бас-гитара) и Лука Кармена (ударные). Одноимённая демозапись была выпущена на компакт-дисках. После нескольких выступлений в течение весны и лета 2000 года группа прекратила своё существование.

### Zolof the Rock & Roll Destroyer
Энтони исполнил шесть песен на дебютном одноимённом альбоме группы Zolof the Rock & Roll Destroyer. Запись проходила в основном в 2000 и 2001 годах и была выпущена в начале 2002. В то время группа состояла из Рейчел Минтон (вокал и клавишные), Энтони Грина (вокал и бэк-вокал), Винса Ратти (гитара и клавишные), Боба Бонокора (вокал и бас) и Рика Делелло (ударные). В связи с некоторыми обстоятельствами личной жизни в 2002 году Грин покинул группу, однако по сей день сохранил с её участниками дружеские отношения. Год спустя, Ратти и Минтон помогали Грину с записью вокала для нескольких инструментальных демозаписей Saosin. В 2012 году Ратти занимался микшированием четвёртого альбома Violent Waves группы Circa Survive. Также, в песне «Suitcase» присутствует бэк-вокал Минтон.

### High and Driving
Энтони Грин записал мини-альбом в 2002 году на Skylight Studio. Также, Грин сам записал большую часть партий ударных и некоторые партии клавишных. Тим Арнольд (группы Days Away и Good Old War) предоставил ударные, а Ратти и Минтон помогли с клавишными. Запись распространилась в Интернете в начале 2004 года. 5 августа 2008 года она была официально выпущена на делюкс-версии альбома Avalon.

### Saosin
В оригинальном составе Saosin состояли Энтони Грин (вокал), Боу Бершелл (гитара), Джастин Шекоски (гитара), Зак Кеннеди (бас-гитара) и Пэт Магра (ударные). Их первый мини-альбом, состоящий из пяти песен, был записан в феврале и марте 2003 года. Пэт Магра был студийным музыкантом, нанятым для записи ударных для альбома. Партии ударных в основном были написаны Бершеллом и Алексом Родригесом. Родригес должен был стать ударником, но он уже состоял в группе Open Hand. Во время первых репетиций за барабанной установкой находился Крис Уорнер. На место покинувшего группу по личным обстоятельствам Зака Кеннеди пришёл Крис Соренсон. Перед началом выступлений у группы опять сменился ударник — Криса Уорнера заменил Дэнни Кинг. Спустя некоторое время, постоянным ударником группы Saosin становится Алекс Родригес.
17 июня 2003 года группа выпустила мини-альбом Translating the Name. По состоянию на 2008 года, продано около 62 000 копий. В феврале 2004 года Грин покинул группу Saosin.
20 февраля 2014 Энтони Грин объявил о воссоединении с группой Saosin для участия в фестивале Skate and Surf 17 мая 2014 года. В дальнейшем было объявлено о ещё о восьми совместных концертах в течение 2014 года. Грин намекнул на возможность записи нового материала с группой Saosin после того, как будет завершён тур в честь выхода пятого альбома Circa Survive Descensus. Saosin заявили, о том, что будет сыграно несколько концертов в Калифорнии и Техасе в январе 2015 года.

### The Sound of Animals Fighting
В период 2004—2008 годов Грин принял участие в сайд-проекте The Sound of Animals Fighting, в котором приняли участие музыканты групп Finch, Rx Bandits, Days Away и Chiodos. Группой было записано три студийных альбома: Tiger and the Duke (2004), Lover, the Lord Has Left Us… (2006) и The Ocean and the Sun (2008). В августе 2006 года произошло четыре выступления группы. Во время одного из них был записан DVD с «живым» выступлением и CD под названием We Must Become the Change We Want to See (2007).

### Circa Survive
Сразу же после ухода из групп Saosin, Энтони Грин совместно с Колином Франджисетто (бывший ударник группы This Day Forward) создаёт группу Circa Survive и подписывает контракт с Equal Vision Records. Постепенно музыканты стали отходить от постхардкора и тяготеть к более экспериментальной рок-музыке. Практически сразу к музыкантам в качестве гитариста присоединился Брендан Экстром (также бывший участник This Day Forward). К концу лета 2004 года в группу также вступают бас-гитарист Ник Бирд (группа Taken) и ударник Стивен Клиффорд (группа Reflux).
В течение года ограниченным тиражом был выпущен мини-альбом The Inuit Sessions и полноформатный альбом Juturna. В мае 2007 года был выпущен второй альбом On Letting Go. В августе 2008 группа прекратила сотрудничество с Equal Vision. Их третий альбом Blue Sky Noise был выпущен в апреле 2010 года на лейбле Atlantic Records. В ноябре 2010 года на том же лейбле был выпущен мини-альбом Appendage. Четвёртый альбом Violent Waves, был самостоятельно выпущен группой 28 августа 2012 года. Пятый альбом, Descensus, был выпущен 28 ноября 2014 года лейблом Sumerian Records.

## Сольное творчество

### Avalon(2008)
О своих планах записать дебютный сольный альбом Энтони Грин заявил в декабре 2007 года. В записи альбома, которая проходила в The Big House в Авалоне, Нью-Джерси, приняли участие музыканты группы Good Old War Кит Гудвин, Дэн Шварц и Тим Арнольд. Альбом, получивший название Avalon, был выпущен 5 августа 2008 года.
В то время, пока Грин был в туре в поддержку альбома, Колин Франджисетто работал над ремиксами на Avalon. Он использовал оригинальные инструментальные и голосовые дорожки, но добавил новые инструменты и партии. Структура большинства песен была сохранена, в связи с чем альбом является скорее ремейком, нежели ремиксом. Цифровой релиз альбома состоялся 5 декабря 2008 года, а 20 января 2009 года стал доступен на физических носителях.

### Jackie Haenn(2008)
12 ноября 2008 года Энтони Грин выпустил мини-альбом, состоящий из двух песен, Jackie Haenn. Альбом был выпущен для сбора денег на помощь жене кузена музыканта, которая пострадала в автомобильной аварии в ночь на хэллоуин. Альбом содержал записи, сделанные во время работы над альбомом Avalon

### Beautiful Things(2012)
В сентябре 2009 года Энтони Грин объявил, что его вторая сольная пластинка получит название Beautiful Thing. Запись происходила в начале января 2011 года. Как и дебютный, этот альбом в основном был записан в The Big House, и, как и в дебютном альбоме, в записи принимали участие музыканты группы Good Old War. Продюсированием альбома занимался Джейсон Капп. Название альбома является строчкой из песни Good Old War «Lullaby», кавер-версия которой является финальной песней альбома. Релиз альбома состоялся 17 января 2012 года.

### Young Legs(2013)
12 ноября 2013 на собственном лейбле Энтони Грина Moshtradamus Records был выпущен третий сольный студийный альбом Young Legs. Запись проходила с мая по июнь 2013 года на Studio 4 в Коншохокене, Пенсильвания. В качестве продюсера и звукорежиссёра выступил Will Yip. Группа Good Old War, как и ранее, оказала музыканту поддержку.

## Дискография
- 2008 — Avalon[5]
- 2008 — Jackie Haenn (EP)
- 2009 — Avalon Remix
- 2011 — Beautiful December (EP)
- 2012 — Beautiful Things[6]
- 2012 — Beautiful Spring (EP)
- 2012 — Hurricane Sandy Benefit EP
- 2013 — Off The Board: A Studio 4 Family Compilation
- 2013 — Young Legs[7]
- 2014 — Prevention Songs
- 2014 — Winter Songs
- 2016 — The Pixie Queen